# L'equalitzador (pel·lícula)
L'equalitzador (títol original en anglès: The Equalizer) és una pel·lícula estatunidenca d'acció i suspens de 2014, dirigida per Antoine Fuqua i escrita per Richard Wenk, basada en la sèrie de televisió homònima. La pel·lícula és protagonitzada per Denzel Washington, Chloë Grace Moretz, Marton Csokas, Melissa Leo i Bill Pullman. Se'n va fer una seqüela el 2018. Tot i que la pel·lícula ha estat doblada al català només es pot trobar subtitulada al català per Movistar + entre totes les plataformes de streaming.

## Argument
Robert McCall (Denzel Washington) és un agent del govern jubilat que viu a Boston (Massachusetts). Treballa en una ferreteria Home Mart, on es fa amic de molts dels seus companys de treball i intenta ajudar a un aprenent de guàrdia de seguretat anomenat Ralphie a passar el seu examen de qualificació. McCall va prometre a la seva dona recentment morta que deixaria la seva antiga vida enrere, però es veu obligat a actuar després que una prostituta adolescent anomenada Teri (Chloë Grace Moretz), que en realitat es diu Alina, sigui maltractada pel seu macarró. La vida d'Alina es va truncar als sis anys quan va ser víctima del tràfic de blanques de la màfia russa.
Robert haurà de trencar els seus vots per a venjar l'Alina, que és hospitalitzada després d'haver estat brutalment colpejada pel seu proxeneta, Slavi (David Meunier). McCall entra en un restaurant propietat de la màfia russa i tracta de convèncer Slavi per tal que alliberi l'Alina a canvi d'un pagament de 9.800 dòlars estatunidencs, però Slavi declina l'oferta. McCall està a punt de marxar, quan canvia d'opinió i mata Slavi i quatre dels seus homes amb les seves pròpies armes, a més d'eliminar les imatges de totes les càmeres de seguretat.
En represàlia, Vladimir Pushkin (Vladimir Kulich), el líder de l'organització resident a Moscou, envia el seu executor, Teddy (Marton Csokas), a Boston perquè trobi i elimini el culpable. Mentrestant, Ralph retira la seva sol·licitud per a ser un guàrdia de seguretat de Home Mart i així ajudar la seva mare en el seu restaurant familiar; que va ser incendiat per policies corruptes en un acte d'extorsió. McCall s'enfronta als policies corruptes i els obliga a retornar tots els diners que han aconseguit a través de l'extorsió. Ralph passa la prova i es converteix en guàrdia de seguretat en el Home Mart.
Després d'investigar els fets, Teddy descobreix que McCall és el culpable. Sorprès pel conjunt d'habilitats que McCall posseeix, Teddy decideix capturar-lo en lloc de matar-lo. McCall, però, enganya els seus perseguidors i escapa, mentre realitza més actes de vigilància. McCall visita els seus companys agents jubilats Susan Plummer (Melissa Leo) i Brian Plummer (Bill Pullman) a Virgínia, que l'ajuden a adquirir informació sobre les activitats de Puixkin. Susan li revela que Teddy és un ex-Spetsnaz, i que el seu veritable nom és Nikolai Itchenko. Després d'anar-se'n McCall, Susan comenta a Brian que McCall no estava buscant ajuda, sinó que en realitat estava demanant permís.
McCall tot seguit captura a Frank Màsters (David Harbour), un policia corrupte de Boston que ha estat ajudant a Teddy, i el tanca en el seu propi cotxe (el qual emplena amb monòxid de carboni dels gasos d'escapament per a obligar-lo a cooperar). Frank cedeix i ajuda a McCall a destruir una de les operacions de blanqueig de capitals de Pushkin a Boston. Més tard, McCall s'enfronta a Teddy en un restaurant i amenaça amb acabar amb l'imperi de Puixkin si no abandona els seus negocis. Aviat destrueix un vaixell de contenidors utilitzats per Pushkin per al contraban de mercaderies. Insatisfet amb la falta de progrés de Teddy i les seves creixents pèrdues monetàries, Pushkin adverteix a Teddy que o acaba amb McCall o no torna a Moscou.
En represàlia, Teddy i els seus homes ataquen el Home Mart i prenen a Ralph i els altres treballadors com a ostatges; amenaçant de matar-los si McCall no es rendeix. McCall entra a la botiga, desactiva la major part de la il·luminació i allibera el Ralph, al qual ordena reubicar els ostatges fora de perill. Després comença a matar els sequaços de Teddy un a un. Després d'una lluita entre McCall i un dels homes de Teddy, Ralph torna per ajudar a McCall i rep un tret a la cama. McCall mana a Ralph encendre l'electricitat en un temps exacte de 40 segons. A més, fica petits contenidors de propà i oxigen en un forn de microones, causant una explosió que mata l'últim dels homes de Teddy. McCall finalment mata el Teddy amb una pistola de claus.
Al cap de pocs dies, McCall viatja a Moscou, entra a la mansió de Puixkin, elimina els seus guàrdies, i elabora un parany elèctric per matar-lo. Després del seu retorn a Boston, es troba inesperadament amb Alina, que ja està recuperada de les ferides. Ella li dona les gràcies per donar-li una segona oportunitat i li comenta que algú li va deixar un sobre amb 10.000 dòlars a l'hospital. En l'última escena s'observa que McCall pretén continuar utilitzant les seves habilitats per a ajudar les persones necessitades, oferint els seus serveis de justicier a través d'un anunci en línia; en què s'identifica com "L'equalitzador". Aviat rep una petició d'ajuda a la qual respon afirmativament.

## Repartiment
- Denzel Washington com a Robert McCall/ l'equalitzador
- Chloë Grace Moretz com a Teri/ Alina
- Marton Csokas com a Teddy Rensen/ Nicolai Itchenko
- Melissa Leo com a Susan Plummer
- Bill Pullman com a Brian Plummer
- Haley Bennett com a Mandy
- Robert Wahlberg com el Detectiu Harris
- David Meunier com a Slavi
- Matt Lasky com a Marat
- Allen Maldonado com a Marcus
- Debra Garrett com a Jade
- Mike O'Dea com a Remar
- James Wilcox com a Pederson
- Johnny Skourtis com a Ralphie